# ذي عملان (السدة)

تعديل مصدري - تعديل

ذي عملان هي إحدى قرى عزلة بني العثماني بمديرية السدة التابعة لمحافظة إب، بلغ تعداد سكانها 449 نسمة حسب تعداد اليمن لعام 2004.